# Nungia epigynalis
Nungia epigynalis là một loài nhện trong họ Salticidae.
Loài này thuộc chi Nungia. Nungia epigynalis được Marek Żabka miêu tả năm 1985.